# Moussa Gueye
Moussa Gueye (Dakar, 20 febbraio 1989) è un ex calciatore senegalese, di ruolo attaccante.

## Carriera

### Club
Ha giocato nella massima serie dei campionati belga, portoghese e francese.

### Nazionale
Ha giocato nella nazionale senegalese Under-23.